# Zac Farro
Zachary Wayne Farro, meglio conosciuto come Zac Farro (Voorhees, 4 giugno 1990), è un cantautore, polistrumentista e fotografo statunitense, membro fondatore del gruppo musicale Paramore. Nel 2011 ha dato vita a un progetto musicale chiamato HalfNoise, dal 2012 portato avanti come solista.

## Biografia

### Infanzia
Figlio di genitori di origini italiane, Zac Farro è il terzo di cinque fratelli (Nate, Joshua, lui, Jonathan e Isabelle). Ha iniziato a prendere lezioni di batteria a circa nove anni, e a undici ne ottenne una tutta sua.

### Paramore
Nel 2004 fonda col fratello Josh, Hayley Williams e Jeremy Davis i Paramore.
Dopo aver pubblicato tre album in studio e due album dal vivo con la band, nel dicembre del 2010 lascia i Paramore insieme a Josh per divergenze con gli altri membri.
Nel 2016 torna a lavorare con Hayley Williams e Taylor York (unici membri restanti dei Paramore dopo l'uscita dalla formazione di Davis nel 2015) per il quinto album in studio del gruppo, ufficializzando il suo ritorno nel 2017.

### HalfNoise
Nel dicembre 2010, due giorni dopo essere uscito dai Paramore, dà vita al duo Tunnel con l'amico Jason Clark. Il duo cambia poi nome in Half Noise per via di un'altra band già chiamata nello stesso modo. Tuttavia, nel 2012 Clark lascia la band, rendendo gli HalfNoise una one man band. Farro pubblica il suo EP di debutto, intitolato HalfNoise, nell'ottobre 2012 tramite l'etichetta londinese Xtra Mile Recordings. Nell'agosto 2013 si sposta in Nuova Zelanda per lavorare a un nuovo album con il produttore Daniel James. L'album, dal titolo Volcano Crowe, viene anticipato dal singolo Mountain, pubblicato il 30 maggio 2014 e accompagnato da un video musicale diretto da Aaron Joseph.
Successivamente viene pubblicato anche il video musicale del brano Hurricane Love, sempre diretto da Aaron Joseph, accompagnato dalla notizia che Volcano Crowe verrà pubblicato il 30 settembre 2014.
Dopo la pubblicazione del singolo stand-alone Inside nel 2015, nel settembre 2016 esce il secondo album da solista di Farro, Sudden Feeling, pubblicato dalla Congrats Records. Nel marzo 2017 viene pubblicato Velvet Face EP, contenente un brano con la partecipazione canora di Hayley Williams. Nel 2018, dopo la pubblicazione del suo quarto album con i Paramore, esce il terzo EP firmato HalfNoise, intitolato Flowerss, anticipato dal singolo omonimo e supportato da un breve tour. Un altro tour da headliner negli Stati Uniti e nel Regno Unito viene annunciato dopo la pubblicazione del singolo Who Could You Be, che anticipa il terzo album in studio Natural Disguise, pubblicato nel 2019.